# 王君正
王 君正（おう くんせい、1963年5月17日 - ）は、中華人民共和国の官僚・政治家。山東省臨沂県出身。現職は中国共産党チベット自治区委員会書記。

## 経歴
1963年5月17日、山東省臨沂県で生まれる。1987年11月に中国共産党入党。1988年8月に中華人民共和国労働部へ入部した。以後、科員、副主任科員、部長弁公室主任科員、副処級秘書を歴任した。
1993年10月、雲南省に移り、中国共産党雲南省委員会弁公庁副処級幹部、正処級幹部、昆明市官渡区党委員会書記、昆明市党委員会常務委員、同市委政法委書記、同市党委員会組織部部長、同市党委員会副書記、同市党委員会宣伝部部長を歴任した。2005年1月、雲南省高級人民法院副院長に就任。2007年6月、麗江市党委員会副書記、副市長、市長代行に就任。2007年11月、麗江市市長に就任。2009年12月、麗江市党委員会書記に昇格。
2012年9月、湖北省人民政府副省長に転任し、襄陽市党委員会副書記、書記、軍分区第一書記を歴任。
2016年1月、吉林省党委員会常務委員兼長春市党委員会書記に転出。2017年10月、第19回党大会で党中央候補委員に選出される。
2019年2月、新疆ウイグル自治区党委員会常務委員兼政法委書記に転任。2020年4月、新疆ウイグル自治区党委員会副書記、新疆生産建設兵団政治委員兼党委員会書記、中国新建集団公司董事長に昇格。2021年3月22日、新疆ウイグル自治区人権問題に関与する人物として、欧州議会の制裁対象に指定された。
2021年10月19日、呉英傑の後任として、中国共産党チベット自治区委員会書記に任命された。